# 潮見町站

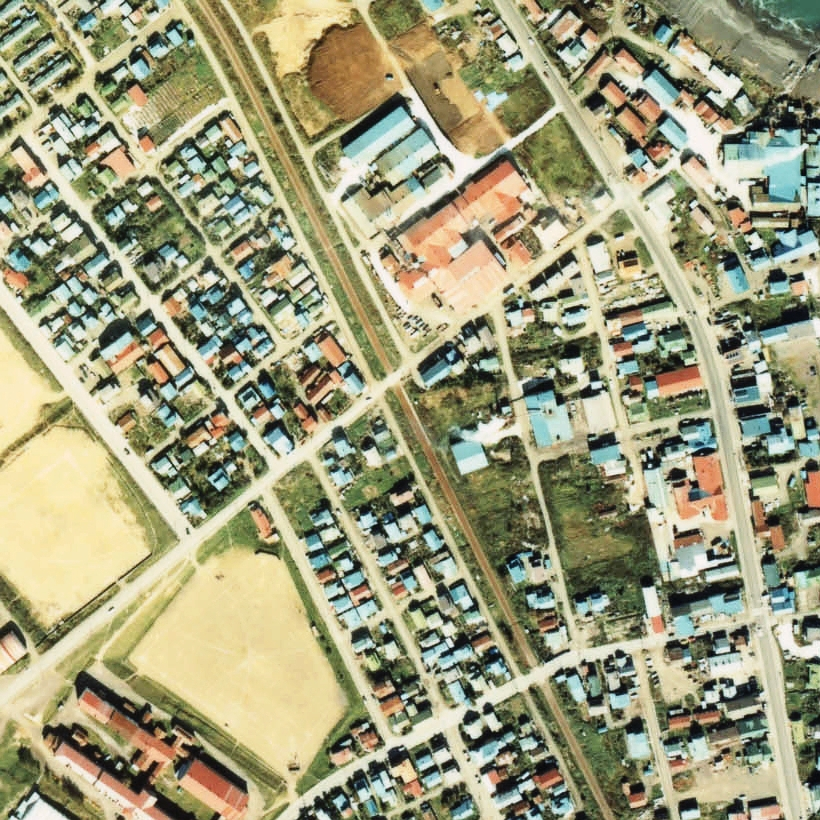
1978年的潮見町站與方圓約500米範圍。右下方是紋別方向。車站位於紋別市區內。

潮見町站（日语：／ Shiomichō eki */?）是位於北海道紋別市渚滑町三丁目，北海道旅客鐵道（JR北海道）的名寄本線車站（廢站）。隨著名寄本線廢線，車站在1989年（平成元年）5月1日廢除。曾經此站可轉乘日本國有鐵道渚滑線，該線在1985年（昭和60年）4月1日廢除。

## 歷史
- 1959年（昭和34年）11月1日 - 日本國有鐵道（國鐵）名寄本線車站啟用。當時為旅客車站。
- 1987年（昭和62年）4月1日 - 伴隨國鐵分割民營化，車站由北海道旅客鐵道（JR北海道）營運。
- 1989年（平成元年）5月1日 - 名寄本線全線廢除，此站也廢除。

## 車站構造
截至車站廢除前，車站是一座地面車站，設有1面1線的單式月台。月台位於路軌西北方（遠輕方向的列車會開啟左邊車門）。此站沒有轉轍器。
此站是無人車站，沒有車站大樓與候車室。月台靠近名寄一方設有樓梯，樓梯與月台呈90度角。在附近的商店被委托發售車票，因此實際上是簡易委託車站。

## 站名的由來
車站名稱取自附近地方。車站實際上位於真砂町，而潮見町位於真砂町旁邊。
潮見町這個地名取自該處為紋別市內最佳海景而命名。

## 車站周邊
車站主要讓舊北海道紋別北高等學校等上學和通勤客使用。
- 國道238號（日语：国道238号）（鄂霍次克國道）[2]
- 北海道紋別北高等學校 - 現時已關校。
- 紋別市立潮見中學
- 紋別市立潮見小學
- 莫里坦總部兼工場
- 落石團地[2]
- 北紋巴士（日语：北紋バス） 「潮見町三丁目」、「北濱一丁目」巴士站

## 現況
截至2001年（平成13年），月台和路軌已經撤走，車站遺址只剩下混凝土製成的樓梯。車站大樓靠近遠輕一方的路軌的遺址中，在舊潮見坂平交道前遺留了部分路基。截至2011年（平成23年）也是同樣，另外在遠輕一方的路堤上設有記載「L」的「15‰」之坡度標。在路堤上似乎重新規劃為道路。車站遺址變成空地後，建設了並行市道。後來，遺留下來的樓梯也撤走。

## 相鄰車站
北海道旅客鐵道（JR北海道）
名寄本線
渚滑－潮見町－紋別

## 注腳
1. 1 2  宮脇俊三 (编). . 原田勝正. 小學館. 1983-7: 210. ISBN 978-4093951012 （日语）.
2. 1 2 3 4  . 地勢堂. 1980-3: 35 （日语）.
3. ↑  太田幸夫. . 富士Comtem. 2004-2: 187. ISBN 978-4893915498 （日语）.
4. 1 2  宮脇俊三 (编). . JTB Can Books. JTB出版. 2001-7: 35. ISBN 978-4533039072 （日语）.
5. 1 2 3  本久公洋. . 北海道新聞社. 2011-9: 123. ISBN 978-4894536128 （日语）.